# Система автомобильной информации и связи
Система автомобильной информации и связи (англ. Vehicle Information and Communication System — VICS) — технология, которая используется в Японии для передачи водителям информации о дорожных пробках и неблагоприятных дорожных условиях.
По функциональным характеристикам эта система является аналогом технологии TMC (Traffic Message Channel). См.также Канал автодорожных сообщений

## Принцип работы
Данные о состоянии дорог и дорожных инцидентах могут быть отображены в автомобильных навигационных системах тремя способами:
1. Level-1: Текстовая информация
2. Level-2: Диаграммы
3. Level-3: Данные наложенные на карту (в т.ч. данные о пробках)

Таким образом, навигационные системы предоставляют водителям возможность бесплатно получать на своем навигаторе сведения о станциях обслуживания, местах парковок, дорожных работах, заторах и ограничениях движения, а также времени, на которое можно застрять в пробке, и об альтернативных маршрутах.
Источником данных являются: установленные вдоль дорог радио- и оптические маяки, сенсоры и камеры; патрульные машины и звонки автомобилистов.
Для передачи данных могут использоваться:
- Инфракрасное излучение
- Микроволновое излучение в ISM-диапазоне.
- FM, по тем же принципам как в RDS.

По числу и распространенности автомобилей оснащенных навигационными системами, Япония является одним из мировых лидеров, что во многом связано с активной государственной поддержки технологий оптимизации дорожного движения. В настоящее время проблемы дорожного движения в этой стране не могут быть решены лишь путём улучшения автодорог и увеличения их числа, поскольку земля здесь очень дорога, а строительство требует значительного времени. Поэтому по мнению японцев, оптимизация маршрута каждого автомобиля будет способствовать снижению усталости водителей и в конечном итоге - уменьшению количества аварий и дорожно-транспортных происшествий. Дополнительным преимуществом может быть более эффективное использование топлива (а это также больная тема в бедной ресурсами Японии) и улучшение экологической ситуации.
В настоящий момент крупнейшие производители автомобилей в Японии (Toyota, Nissan и др.) предлагают автомобили, оснащённые навигационными системами с поддержкой технологии VICS. Поддержку технологии VICS обеспечивают также производители навигационных систем.

## Внешние ссылки
- VICS official website